# 一楽儀光
一楽 儀光（いちらく よしみつ、1959年12月22日 - ）は、日本のミュージシャン、ドラマー、ギタリスト。山口県山口市出身。

## 来歴
ドラムスをビデオコントローラとして利用し、MADムービーをコントロールしつつドラム演奏するという「ドラびでお」と名付けたパフォーマンス（一種のメディアアート）を行い各地にて活動。
　友人たちとバンドを組み、ジャンケンに負けてドラム担当となる。大学に進学したものの、音楽好きに拍車がかかり、中退して福岡市を拠点にロック、ジャズ、ブルースなどの演奏活動を展開。
2003年 カンヌ国際映画祭でパルムドールを受賞した「エレファント」（ガス・ヴァンサント監督作品）に参加曲が使用される。
2005年には ARS Electronica（オーストリア）にて、Digital Musics & Sound Art 部門の Honorary Mention賞 (入選) を受賞（過去に坂本龍一、明和電機などの日本人アーティストも受賞している）。また同年、ラフォーレ原宿『夏のラフォーレグランバザール』のテレビコマーシャルに起用された。
2007年６月世界芸術界の最高峰ベネチアビエンナーレに招待される。
2008年8月にはスペイン「サラゴサ万国博覧会」に日本代表として参加。
2009年には人気テレビ番組『SMAP×SMAP』にも出演。
ドラマーとして大友良英（GROUND ZERO、NHKの連続テレビ小説『あまちゃん』担当 等々）、Sachiko Mとの「I.S.O」、山本精一（ボアダムス等）の「想い出波止場」、Acid Mothers Temple &the melting paraiso U.F.O.、灰野敬二の静寂などのライブおよびレコーディングに参加している。
2012年1月28日、持病の腰痛の悪化を理由にドラマーを引退することを自らのブログにて表明し、2014年にギタリストに転向。モジュラーシンセも使用する。
tkrworks社と長年開発を進めて来た映像と音楽をリアルタイムにリミックス出来る自作楽器「DORAnome」により活動を再開。
2013年にも大規模なワールドツアーを敢行。近年はVestaxs社より技術提供、Roland社・CACIO社・REON社より機材提供を受け、既製の楽器ありきの音楽では無く、楽器自体から自分自身の音楽専用に一から作り上げるというコンセプトにより圧倒的な個性と唯一無似な世界観を作りあげ、２次元の限られた平面空間から３次元の世界へと進化したDORAnome3「LaserGuitar」を完成させ世界中で演奏、講演、レクチャー等を行う。
2019年には香川県で行われる「瀬戸内国際芸術祭」にてGIGANOISE、GIGAMODULAR、DIY MUSICAL INSTRUMENTS MAKERS COLLECTIVE!!の３作品をキュレーションし話題を呼ぶ。
　「ドラびでお」（一楽 儀光）は世界中のロック・フェス、ジャズ・フェス、メディアアート・フェス、映画祭、芸術祭でも好評を博し、ライブハウスは元より美術館（山口情報芸術センターなど）、岩下の新生姜ミュージアム、インターネット配信番組「DOMMUNE」など演奏場所を選ぶことなく、共演者も多岐に渡り情報が膨大であり、現在も更新し続ける。

## 参加作品など
- 静寂（灰野敬二・ナスノミツル・一楽儀光）
- 静寂の果てに (灰野敬二・ナスノミツル・一楽儀光)
- Acid Mothers Temple Festival Vol. 7 ( ACID MOTHERS TEMPLE + 一楽儀光 )
- 『モジュラー・シンセによる新音樂調書』（Various Artists）
- 「Core Anode」（大友良英）
- DVD作品「NO TIME TO DIE」（”ニーハオ!!ドラびでお!!”）
- THE MUSIC OF SURROUND PANNER
- ドラ!! ドラ!! ドラ!! われ奇襲に成功せり!! （2005年）